# 孝贞纯皇后
孝貞純皇后（15世纪1440年或1450年代—1518年），王姓，本名没有记载，中國明朝時期皇族女性，直隸上元县人。為明憲宗朱見深第二任皇后。長弟為瑞安侯王源，仲弟是安仁伯王浚。

## 生平
王氏的生年没有记载。憲宗為太子的時候，明英宗為其選擇合適的配偶，於是選出十二名美女，最後留王氏、吳氏、和柏氏三人於後宮。明英宗中意王氏，但在太监牛玉的劝谏下，最後由宪宗嫡母钱皇后、生母周妃選中吳氏。
天順八年（1464年），宪宗继位。七月，冊立吳氏為皇后。一个月之后，憲宗欲廢去吳皇后，当时获罪的牛玉也供出收受吴父贿赂假称先皇遗命才使得吴氏取代王氏成为皇后。周太后疼愛兒子，便同意憲宗廢黜吳氏，改冊王氏為皇后。萬皇貴妃寵冠後宮，王皇后不妒不鬧，从不要万贵妃对自己执妃妾之礼。憲宗多次欲廢王皇后改立萬貴妃為皇后，但王皇后为人非常小心隐忍，讓憲宗無故可廢其皇后之位，因此王皇后得以身居后位二十餘年。宪宗临死前王皇后去探望，宪宗表达了歉意，说一直以来冷落你了。第二次王皇后过去的时候，就被邵貴妃拦住了。
明孝宗即位後，尊嫡母王皇后為皇太后。明武宗即位後，尊王太后為太皇太后。正德五年（1510年）十二月，上徽號曰慈聖康壽太皇太后。正德十三年（1518年）二月，王太皇太后逝世，年60多岁，上尊諡曰孝貞莊懿恭靖仁慈欽天輔聖純皇后，合葬茂陵，祔太廟。
明朝皇后諡號中的帝諡，只有嫡娶的皇后才有資格擁有。明憲宗的嫡后是吳皇后，但吳皇后因得罪萬貴妃而被廢。王氏繼立為皇后，死後又以繼后的身分得系帝諡，進而取代了吳廢后的嫡后地位。